# 光明院 (流山市)
光明院（こうみょういん）は、千葉県流山市にある真言宗豊山派の寺院。

## 概略と沿革
創建年代は不明であるが、江戸時代初期ではないかと言われている。
1868年（慶応4年）、新選組が流山に陣を敷いたとき、当院にも分宿した。
元々は隣接する赤城神社の別当祈願寺であったが、明治時代の神仏分離政策により赤城神社から分離された。

## 墓所
- 秋元双樹（俳人）

地元のみりん醸造業の豪商で、小林一茶の流山滞在時のパトロンであった。彼らに因んだ句碑もある。

## 交通アクセス
- 流鉄流山線平和台駅より徒歩15分。